# ポリタイア
ポリタイア
「ポリタイア」は檀一雄が中心となって発行された季刊文芸同人誌。創刊1968年1月、終刊1974年3月。全20号。
創刊1968年1月10日。編集兼発行人は檀一雄。編集、近畿大学出版部、発売元、虎見書房。定価200円。発起人は檀一雄のほかに芳賀檀（詩人・ドイツ文学者）、眞鍋呉夫、林富士馬、世耕政隆、麻生良方。「ポリタイア」の実質的なスポンサーは世耕政隆（参議院議員・近畿大学総長）、麻生良方（衆議院議員）であった。
「ポリタイア」とはギリシャ語で「理想的運命共同体」という意味で芳賀檀の命名。
20号（1974年3月10日）終刊。